# Bill Kirby
	William Ashley (Bill) Kirby (Perth (Australië), 12 september 1975) is een Australisch zwemmer.

## Biografie
Kirby won tijdens de Olympische Zomerspelen van 2000 in eigen land als slotzwemmer de gouden medaille op de 4×200 meter vrije slag in een wereldrecord.
Een jaar later won Kirby met zijn ploeggenoten de wereldtitel.

## Internationale toernooien
| Jaar | Olympische Spelen | WK Langebaan                                                  | Pan Pacs                                 | Gemenebestspelen | WK Kortebaan                                                                         |
| ---- | ----------------- | ------------------------------------------------------------- | ---------------------------------------- | ---------------- | ------------------------------------------------------------------------------------ |
| 1993 |                   |                                                               | 8e 100m vlinderslag 5e 200m vlinderslag  |                  |                                                                                      |
| 1994 |                   | 12e 200m vlinderslag                                          |                                          |                  |                                                                                      |
| 1995 |                   |                                                               | 10e 200m vlinderslag 11e 200m wisselslag |                  |                                                                                      |
| 1996 |                   |                                                               |                                          |                  |                                                                                      |
| 1997 |                   |                                                               |                                          |                  | 6e 200m vrije slag · 13e 400m vlinderslag · 15e 200m vlinderslag · 4x200m vrije slag |
| 1998 |                   |                                                               |                                          | 200m vlinderslag |                                                                                      |
| 1999 |                   |                                                               | 4e 200m vlinderslag · 4x200m vrije slag  |                  |                                                                                      |
| 2000 | 4x200m vrije slag |                                                               |                                          |                  |                                                                                      |
| 2001 |                   | 5e 200m vrije slag · 14e 200m vlinderslag · 4x200m vrije slag |                                          |                  |                                                                                      |

1908: Derbyshire, Radmilovic, Foster, Taylor ·
1912: Healy, Champion, Boardman, Hardwick ·
1920: McGillivray, Kealoha, Ross, Kahanamoku ·
1924: O'Connor, Glancy, Breyer, Weissmuller ·
1928: Clapp, Laufer, Kojac, Weissmuller ·
1932: Miyazaki, Yusa, Yokoyama, Toyoda ·
1936: Yusa, Sugiura, Taguchi, Arai ·
1948: Ris, McLane, Wolf, Smith ·
1952: Moore, Woolsey, Konno, McLane ·
1956: O'Halloran, Devitt, Rose, Henricks ·
1960: Harrison, Blick, Troy, Farrell ·
1964: Clark, Saari, Ilman, Schollander ·
1968: Nelson, Rerych, Spitz, Schollander ·
1972: Kinsella, Tyler, Genter, Spitz ·
1976: Bruner, Furniss, Naber, Montgomery ·
1980: Kopljakov, Salnikov, Stoekolkin, Krylov ·
1984: Heath, Larson, Float, Hayes ·
1988: Dalbey, Cetlinski, Gjertsen, Biondi ·
1992: Lepikov, Pysjnenko, Tajanovitsj, Sadovy ·
1996: Davis, Hudepohl, Schumacher, Berube ·
2000: Thorpe, Klim, Pearson, Kirby ·
2004: Phelps, Lochte, Vanderkaay, Keller ·
2008: Phelps, Lochte, Berens, Vanderkaay ·
2012: Lochte, Dwyer, Berens, Phelps ·
2016: Dwyer, Haas, Lochte, Phelps ·
2020: Dean, Guy, Richards, Scott ·
2024: Guy, Dean, Richards, Scott